# Wilkowo Polskie
Wilkowo Polskie (prononciation : [vilˈkɔvɔ ˈpɔlskʲɛ]) est un village polonais de la gmina de Wielichowo dans le powiat de Grodzisk Wielkopolski de la voïvodie de Grande-Pologne dans le centre-ouest de la Pologne.
Il se situe à environ 9 kilomètres au sud-est de Wielichowo (siège de la gmina), à 20 kilomètres au sud de Grodzisk Wielkopolski (siège de la gmina et du powiat) et à 50 kilomètres au sud-ouest de Poznań (capitale régionale).

## Histoire
De 1975 à 1998, le village faisait partie du territoire de la voïvodie de Poznań.

Depuis 1999, Wilkowo Polskie est situé dans la voïvodie de Grande-Pologne.
Le village possède une population de 994 habitants en 2011.